# S/2015 (136472) 1
S/2015 (136472) 1 (alternativně též MK 2) je označení měsíce trpasličí planety Makemake.
Měsíc byl objeven pomocí pozorování Hubbleova vesmírného dalekohledu v dubnu 2015 a objev byl uveřejněn o rok později. Měsíc byl spatřen zhruba ve vzdálenosti 21 tisíc km od Makemake a jeho velikost byla odhadnuta na 160 km. Předpokládá se, že jeho oběžná doba je nejméně 12 dní.
Na rozdíl od své planety je měsíc mnohem tmavší – má nižší albedo. Předpokládá se, že další pozorování tohoto měsíce umožní lépe charakterizovat (z hlediska hmotnosti, hustoty a dalších fyzikálních vlastností) samotnou planetu Makemake.

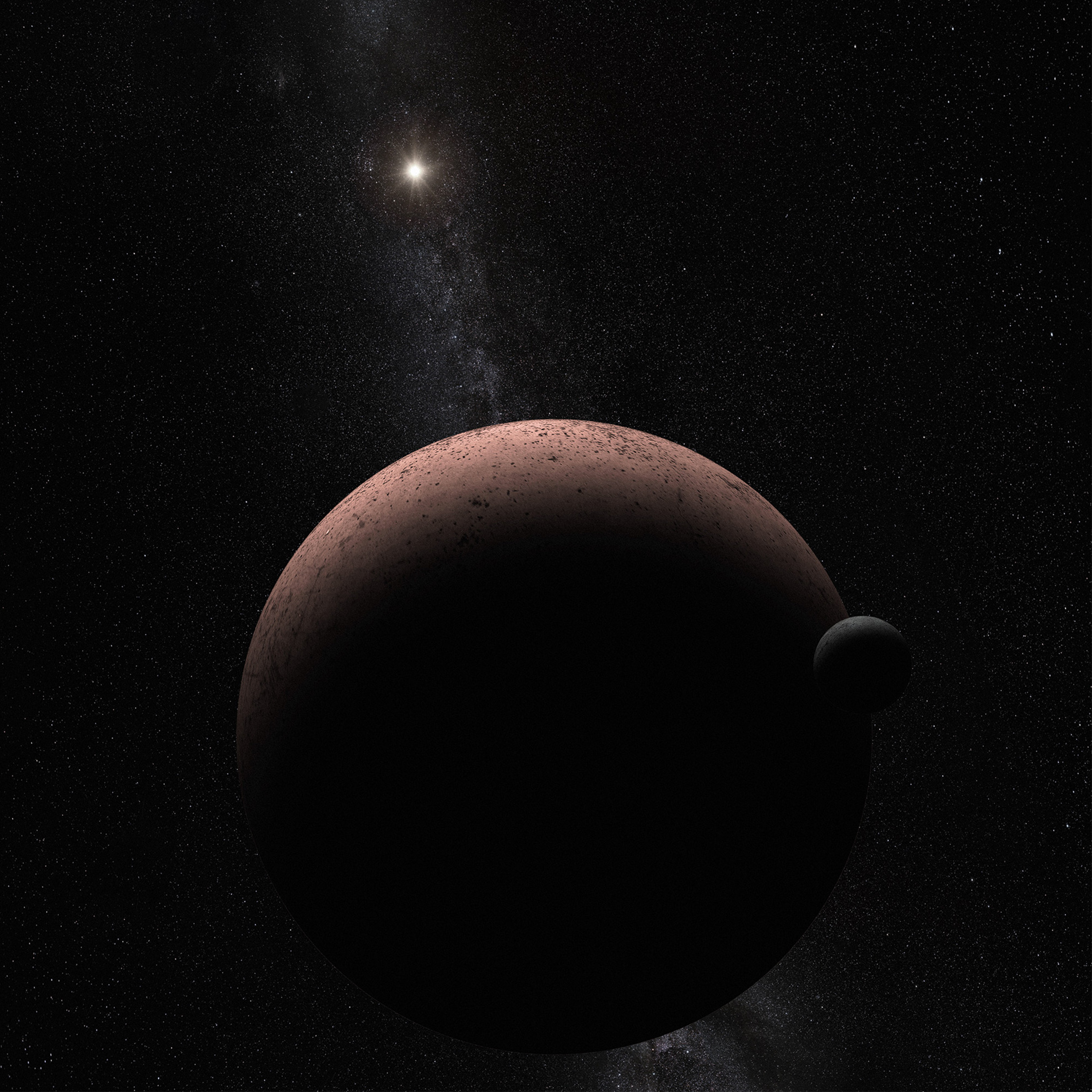
Umělecká představa Makemake a jeho měsíce